# Mycoplasma haemofelis
Espèce
Mycoplasma haemofelis (anciennement Haemobartonella felis) est une bactérie parasitaire du genre Mycoplasma. Son hôte final de prédilection est le chat domestique (Felis silvestris catus),, toutefois, cette bactérie  peut infecter par intermittence des félins sauvages comme le Chat d'Iriomote (Prionailurus bengalensis iriomotensis) ou le tigre (Panthera tigris). Elle apparaît dans les frottis sanguins comme de petits corps coccoïdes (0,6 µm), formant parfois de courtes chaînes de trois à six organismes. Elle est généralement à l'origine de l'anémie infectieuse féline aux États-unis.
Le génome de Mycoplasma haemofelis contient un assortiment réduit de gènes, limités à la plupart des fonctions cellulaires de base. La bactérie est donc étroitement dépendante de son hôte pour la fourniture d'acides aminés, de cholestérol, de vitamines et d'acides gras. Ces conditions de vie spécifiques et complexes rendent jusqu'à présent impossible la culture de la bactérie à l'extérieur d'un hôte.
Les arthropodes sont probablement les principaux vecteurs de l'infection, bien que M. haemofelis soit également connue pour être transmise de la mère au chaton ou à la suite de transfusions sanguines. Des co-infections ou une immunodéficience par le virus leucémogène félin, le virus de l'immunodéficience féline ou d'autres espèces de Mycoplasma peuvent aggraver les symptômes existants ou déclencher des symptômes sur des sujets jusque-là asymptomatiques. Les symptômes comprennent l'anémie, de la léthargie, de la fièvre et l'anorexie.
En cas de suspicion, M. haemofelis peut être identifiée par une amplification en chaîne par polymérase de l'ARN ribosomique 16S ainsi que par microscopie optique. Le traitement comprend habituellement l'administration de doxycycline ou d'enrofloxacine pour soigner l'infection et, pour atténuer l'anémie, d'une transfusion sanguine ou de l'administration de glucocorticoïdes.